# Rita rita
Rita rita е вид лъчеперка от семейство Bagridae. Видът не е застрашен от изчезване.

## Разпространение и местообитание
Разпространен е в Бангладеш, Индия (Аруначал Прадеш, Асам, Бихар, Западна Бенгалия, Утар Прадеш, Утаракханд, Харяна, Химачал Прадеш и Чхатисгарх) и Непал.
Обитава сладководни и полусолени басейни, реки и канали.

## Описание
На дължина достигат до 1,5 m.
Популацията на вида е намаляваща.